# Unça
|  | Per a altres significats, vegeu «unça (massa)». |

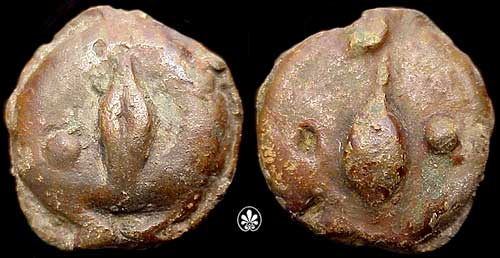
Unça vers 270 aC

L'unça és una unitat fraccionària, inicialment designava la dotzena part d'algunes unitats. A l'antiga Roma fou una unitat de mesura del pes equivalent a 27,29 grams. Dotze unces eren un as o lliura romana, 10 unces eren un as greu, 4 unces un terç d'as o lliura, 3 unces un quart d'as o lliura i 2 unces un sisè d'as o lliura. L'unça és dividida en dos semunciae, tres duellae, quatre sicilici, sis sextulae, 24 escrúpols i 144 siliquae. S'aplicava també a la moneda, as romà. Varró diu que derivava d’unus.
Connectant el sistema romà de pesos i diners amb els grecs, es van utilitzar altres subdivisions de l'unça; quan la dracma fou introduïda al sistema romà, l'unça contenia 8 dracmes, la dracma tres escrúpols, aquesta 2 òbols (6 òbols = 1 dracma) i un òbol 3 soliquae. Més tard l'unça fou dividida en 8 dracmes, 24 escrúpols, 48 òbols i 144 siliquae. En aquesta divisió cal buscar l'origen del sistema, ara ja fora d'ús, que s'emprava en farmàcia en què una lliura era dividida en dotze unces, una unça (28,756 g) en vuit dracmes, una dracma (3,594 g) en tres escrúpols, un escrúpol (1,198 g) en dos òbols, un òbol (0,599 g) en dotze grans.
El sistema uncial fou adoptat pels grecs de Sicília, que van anomenar al seu òbol com a lliura que estava dividida en dotze parts.
Aquest sistema uncial era derivat segurament d'Etrúria i els romans el van aplicar a tota mena de magnituds o mesures: en longitud una unça era 1/12 part d'un peu; en superfície 1/12 part d'una juguera; en volum 1/12 part d'un sextari; i en temps 1/12 part d'un any.
En joieria una unça pesa 33,54 g i equival a quatre quarts o a un vuità de marc, però existeix també l'unça de 140 quirats, de 28,75 g.

## Etimologia
Unça deriva de l'antic romà uncia (que significa: una dotzena), una de les Unitats de mesura romanes que pesa aproximadament 27,35 grams o 0,967 d'unça d'Avoirdupois, que era una dotzena part ( 1⁄12) de la lliura romana o as. Això al seu torn prové del llatí uno ('un') i, per tant, originalment significava simplement 'unitat'. La primera font d'unça en català data de 1272.